# József Varga (football, 1988)
À ne pas confondre avec József Varga (football, 1954)
József Varga est un footballeur hongrois, né le 6 juin 1988 à Debrecen en Hongrie. 
Il mesure 1,75 m. József Varga évolue depuis 2020 au Debreceni VSC, où il occupe le poste de milieu défensif.

## Biographie
Varga remporte le championnat lors de la saison 2009-2010 avec une défaite lors du dernier match contre le Kecskeméti TE. Le 26 mai 2010, le Debrecen VSC bat le Zalaegerszegi TE 3 buts à 2, lors de la finale de coupe de Hongrie au Stade Ferenc-Puskás.
Le 1er mai 2012, Varga remporte la Coupe de Hongrie en battant le MTK Budapest aux tirs au but lors de la saison 2011-2012. C'est le cinquième trophée de la Coupe de Hongrie pour le Debrecen VSC.
Le 12 mai 2012, Varga a remporté la coupe de la Ligue de Hongrie avec le Debrecen VSC après avoir battu le Pécsi MFC 4 buts à 0 au Stade d'Oláh Gábor utca.
En juin 2013, il est prêté au Middlesbrough Football Club. Le numéro 8 lui est attribué, numéro porté la saison précédente par le joueur prêté par Newcastle United, Sammy Ameobi.
À la fin de la saison 2013, Varga retourne au Debrecen VSC après que Middlesbrough ait refusé de lever l'option d'achat pour Varga à hauteur 600 000 euros. Le patron de Middlesbrough, Aitor Karanka, a déclaré que c'était parce que Varga n'est pas un arrière droit naturel et que l'employer comme tel est un préjudice pour le joueur lui-même.

## Carrière
| Saison                | Club                  | Championnat           | Championnat | Championnat | Coupe nationale | Coupe nationale | Coupe de la Ligue | Coupe de la Ligue | Supercoupe | Supercoupe | Compétition(s) continentale(s) | Compétition(s) continentale(s) | Compétition(s) continentale(s) | Hongrie | Hongrie | Total | Total |
| Saison                | Club                  | Division              | M.          | B.          | M.              | B.              | M.                | B.                | M.         | B.         | Comp.                          | M.                             | B.                             | M.      | B.      | M.    | B.    |
| 2007 - 2008           | Debrecen VSC          | Nemzeti Bajnokság I   | -           | -           | -               | -               | -                 | -                 | -          | -          | -                              | -                              | -                              | -       | -       | 0     | 0     |
| 2008 - 2009           | Debrecen VSC          | Nemzeti Bajnokság I   | -           | -           | -               | -               | -                 | -                 | -          | -          | C3                             | 2                              | 0                              | -       | -       | 2     | 0     |
| 2009 - 2010           | Debrecen VSC          | Nemzeti Bajnokság I   | 19          | 1           | 3               | 0               | -                 | -                 | -          | -          | C1                             | 9                              | 3                              | 2       | 0       | 33    | 4     |
| 2010 - 2011           | Debrecen VSC          | Nemzeti Bajnokság I   | 21          | 4           | 1               | 0               | 3                 | 0                 | 1          | 0          | C1/C3                          | 11                             | 0                              | 3       | 0       | 40    | 4     |
| 2011 - 2012           | Debrecen VSC          | Nemzeti Bajnokság I   | 26          | 1           | 5               | 0               | -                 | -                 | -          | -          | -                              | -                              | -                              | 8       | 0       | 39    | 1     |
| 2012 - 2013           | Debrecen VSC          | Nemzeti Bajnokság I   | 4           | 0           | 1               | 0               | 1                 | 0                 | 1          | 0          | C1/C3                          | 5                              | 1                              | 5       | 0       | 17    | 1     |
| 2012 - 2013           | Greuther Fürth (prêt) | 1. Bundesliga         | 6           | 0           | -               | -               | -                 | -                 | -          | -          | -                              | -                              | -                              | 3       | 0       | 9     | 0     |
| 2013 - 2014           | Middlesbrough (prêt)  | FL Championship       | 34          | 0           | 1               | 0               | 1                 | 0                 | -          | -          | -                              | -                              | -                              | 7       | 0       | 43    | 0     |
| 2014 - 2015           | Debrecen VSC          | Nemzeti Bajnokság I   | 26          | 3           | 1               | 0               | 1                 | 0                 | 1          | 0          | C1/C3                          | 6                              | 0                              | 3       | 0       | 38    | 3     |
| 2015 - 2016           | Debrecen VSC          | Nemzeti Bajnokság I   | 25          | 0           | 4               | 0               | -                 | -                 | -          | -          | C3                             | 6                              | 0                              | -       | -       | 35    | 0     |
| 2016 - 2017           | Debrecen VSC          | Nemzeti Bajnokság I   | 4           | 0           | -               | -               | -                 | -                 | -          | -          | C3                             | 4                              | 0                              | -       | -       | 8     | 0     |
| 2016 - 2017           | Videoton FC           | Nemzeti Bajnokság I   | 4           | 0           | 1               | 0               | -                 | -                 | -          | -          | -                              | -                              | -                              | -       | -       | 5     | 0     |
| Total sur la carrière | Total sur la carrière | Total sur la carrière | 169         | 9           | 17              | 0               | 6                 | 0                 | 3          | 0          | -                              | 43                             | 4                              | 31      | 0       | 269   | 13    |

1. ↑  À partir de janvier 2008.
2. ↑  À partir de janvier 2013.
3. ↑  À partir de août 2016.

## Palmarès
Debrecen VSC
- Champion de Hongrie : 2009, 2010 et 2012
- Vainqueur de la coupe de Hongrie : 2010
- Vainqueur de la Coupe de la Ligue hongroise : 2010
- Vainqueur de la Supercoupe de Hongrie : 2009, 2010